# Tsamarella
La tsamarella è un preparato tradizionale di Cipro a base di carne di capra (razza machaeras) essiccata al sole e coperta di sale e origano.
È una ricetta che proviene essenzialmente da usanze contadine e pastorali, quasi identica ai preparati pugliesi come la mescíscekeo la mushiska.
La sua preparazione è di un'estrema semplicità: è niente altro che coscia di capra immersa in sale e origano secco e lasciata essiccare al sole per 7-10 settimane.
Si presenta tagliata a striscioline sottili con un colore tendente al rosso scuro. Ha un sapore forte, speziato, con un sentore di selvatico
Recentemente, è stato costituito un presidio slow food per salvaguardare questa popolazione caprina autoctona (la machaeras) che rischia di scomparire.
La tsamarella si abbina bene con lo Zivania, la grappa cipriota.